# St. Mary-kolostortemplom
A St. Mary-kolostortemplom (angolul: St Mary’s Priory Church) a walesi Monmouth egyik anglikán temploma. 1075-ben alapították bencés szerzetesek. Mai formáját a 18-19. századi átalakításoknak köszönheti. A templom II*. kategóriás brit műemléknek (Bristish Listed Building) számít 1952 óta. A monmouthi örökség tanösvény egyik állomása.

## Története
A kolostortemplomot Withenoc (más néven Gwethenoc) breton főúr alapította. Withenoc 1075-ben lett Monmouth ura, miután Roger de Breteuil, Hereford 2. grófja, William fitzOsbern fia, kegyvesztett lett, mivel a király, Hódító Vilmos kívánsága ellenére beleegyezett húga és Ralph de Guader, Norfolk grófjának házasságkötésébe. A Book of Llandaff említést teszt egy korábbi, 8. századi kelta keresztény templomról Aper Menei-ben, amit a tudósok a mai Monmouthszal azonosítanak. Valószínűleg a mai kolostortemplom helyén állt.
A kolostor a saumuri St Florent-apátságnak lett alárendelve és William fitzBaderon jelenlétében szentelték fel 1101-ben. A következő években jelentősen kibővítették, majd a 12. században a település plébániatemploma lett. Az eredeti templomból mára már nagyon kevés, mindössze egy rövidke normann korabeli falrészlet maradt fenn.
A régi vöröshomokkőből épült három részes torony a 14. századból származik. A szerzetesrendek felszámolása után (1536) az épület állapota megromlott. Egy 1730-as évekből származó leírás szerint romos állapotban volt. 1736-1737-ben Francis Smith of Warwick vezetésével jelentős újjáépítési munkálatokat végeztek el, többek között ekkor épült meg az új hajója is, de ezen beavatkozások nyomai sem láthatók már. Az új, 60 méter magas torony 1743-ban épült meg a Worcesteri Nathaniel Wilkinson tervei alapján.
1850 körül a monmouthi tanács bezáratta cintermet, mivel a felszínre kerültek a halottak különböző rothadó testrészei és az utca lakosai elviselhetetlen bűzről panaszkodtak. 1851-ben nyitották meg a monmouthi új temetőt.
A 19. században a templomot szinte teljesen újjáépítették George Edmund Street tervei alapján. Street 1879-es jelentésében azt írta, hogy „a templom stílustalan és kimondottan csúnya és érdektelen”. Eredetileg új templomot képzelt el, de a felújításra szánt összegbe ez nem fért volna bele, ezért csak átépítették a meglévőt, amelyből a György-korabeli hajót és a tornyot tartották meg eredeti formájában.
A templom jelenleg is Monmouth legmagasabb építménye, tornyát egy aranyozott szélkakas díszíti. A torony további érdekessége az aranyozott óra.

## A templom belső tere
A templom belső terének kialakítása az 1882-es állapotot őrzi. Eredetileg 1000 fő befogadására tervezték, de később több padot is kiszereltek. Két kápolnája van. Mindkettő későbbi építmény. A feszület eredetileg sima fából készült, de később lefestették. A szentélyrekesztő egy részét a templom hátsó részébe szerelték át a narthex kialakításakor.
A festett ablakok nagy részét az 1880-as években Charles Eamer Kempe készítette. Ezek közül a legérdekesebb a Paradicsom négy folyóját ábrázoló (Eufrátesz, Tigris, Pisón és Gihón). Az ablak a város gazdag mecénásának (Charles Henry Crompton-Roberts) adománya. 1911-ben készült el a négy Eduárdot (VII. Eduárd, Hitvalló Eduárd, I. Eduárd király és Edward walesi herceg) ábrázoló ablak. A déli oldal 1938-ból származó ablakát B. F. L. Clarke tervezte és az alapítót, Withenocot ábrázolja Geoffrey of Monmouth és a templom építői (Francis Smith és G. E. Street) társaságában. A királyok imádását ábrázoló oltárképet James Watney Wilson festette 1888-ban. A templomban több síremlék található, ezek közül a legjelentősebbek Philipp Fisheré, a Shire Hall tervezőjéé, valamint Philip Meakins Hardwické, aki a The Kymin építményeit tervezte. A déli falat ritka középkori csempék díszítik, amelyek nagy része a worcestershire-i Malvernben készült. De a Monk Streeten végzett ásatások során kiégető kemence maradványai bukkantak, ami azt jelenti, hogy a csempék egy része helyben készült. Az egyik csempén a közeli várban született Mary de Bohun jelvénye látható egy másikon pedig a westminsteri apátság címere. Az orgonát nemrég restaurálták. Nyaranta hangversenyeket rendeznek. A keresztelőmedence portlandi mészkőből és genovai márványból készült és 1982-ben állították be jelenlegi helyére.

## Harangok
A harangok pontos eredete nem ismert. Egy 1673-ból származó feljegyzés szerint egy bizonyos Robert Marshall pénzzel támogatta a torony építését és öt harang öntését. Eredetileg a tető csúcsának síkjában voltak, ezért kongatásuk hangjának erejét a tető visszafogta. Amikor 1736-ban megbontották a templomot a harangok tartószerkezete is elveszett. 1883-ban szerelték fel az új tartószerkezetet. 1953-ban mind a nyolc harang tartóját teljesen felújították és a harangokat 1953. június 1-jén szentelték fel ismét. 1982-ben újrahangolták őket és lejjebb engedték őket a toronyban.
A jelenlegi harangok:
| Harang | Átmérő (mm) | Súly (kg) | Megjegyzés |
| 1      | 710         | 246       | Eb         |
| 2      | 740         | 248       | D          |
| 3      | 800         | 305       | C          |
| 4      | 865         | 357       | Bb         |
| 5      | 950         | 510       | Ab         |
| 6      | 990         | 550       | G          |
| 7      | 1070        | 660       | F          |
| 8      | 1200        | 860       | Eb         |

## A cinterem
A templom körüli egykori cinterem keleti végében álló sírkő John Renie-nek, feleségének és két fiának állít emléket. Renie házfestő volt, 1832-ben hunyt el, 33 éves korában. A sírkő II. kategóriás műemléknek (British Listed Building) számít 2005. október 8. óta. Érdekessége, hogy egy 285, négyzethálóban elhelyezett betűből álló rejtvény van belevésve. A középső, nagyobb méretű H-tól bármely irányba kiindulva a „Here lies John Renie” (magyarul: Itt nyugszik John Renie) mondat olvasható ki. Számítások szerint 46 000 módon olvasható ki. Valószínűleg Renie saját maga véste bele a kőbe a rejtvényt. Lionel Fanthorpe író és egyházi ember szerint valószínűleg így próbált meg átjárni az Sátán eszén, biztosítva útját a mennyországba. Renie egyébként máshol nyugszik, a sírkövet bizonytalan időben mozdították el eredeti helyéről.
A templomkert falait, korlátait, kapu oszlopait 1974. augusztus 15-én II*. kategóriás műemléknek nyilvánították (British Listed Building). A kovácsoltvas kapuk 1759-ből származnak, a rusztikázott oszlopok az 1830-as évekből.

## Fordítás
- Ez a szócikk részben vagy egészben  a   St Mary's Priory Church, Monmouth című angol Wikipédia-szócikk ezen változatának fordításán alapul.  Az eredeti cikk szerkesztőit annak laptörténete sorolja fel. Ez a jelzés csupán a megfogalmazás eredetét és a szerzői jogokat jelzi, nem szolgál a cikkben szereplő információk forrásmegjelöléseként.